# Mohamed Abdelaal
Mohamed Ali Ahmad Abdelaal (arab. محمد علي على أحمد عبدالعال ;ur. 23 lipca 1990) – egipski judoka. Dwukrotny olimpijczyk. Zajął dziewiąte miejsce w Rio de Janeiro i siedemnaste w Tokio 2020. Walczył w wadze półśredniej.
Piąty na mistrzostwach świata w 2019; uczestnik zawodów w 2015, 2017, 2018 i 2021. Startował w Pucharze Świata w 2015 i 2016. Złoty medalista igrzysk afrykańskich w 2015. Zdobył osiem medali mistrzostw Afryki w latach 2013 - 2021. Wicemistrz igrzysk śródziemnomorskich w 2018 roku.

## Letnie Igrzyska Olimpijskie 2016
| Konkurencja | Eliminacje                        | Eliminacje                  | Klas. końcowa |
| Konkurencja | Przeciwnik I                      | Przeciwnik II               | Miejsce       |
| ----------- | --------------------------------- | --------------------------- | ------------- |
| 81 kg       | Otgonbaataryn Uuganbaatar (MGL) Z | Chasan Chałmurzajew (RUS) P | 9.            |

## Letnie Igrzyska Olimpijskie 2020
| Konkurencja | Eliminacje             | Eliminacje                | Klas. końcowa |
| Konkurencja | Przeciwnik I           | Przeciwnik II             | Miejsce       |
| ----------- | ---------------------- | ------------------------- | ------------- |
| 81 kg       | Attila Ungvári (HUN) Z | Christian Parlati (ITA) P | 17.           |